# Ihr letzter Wille kann mich mal!
Ihr letzter Wille kann mich mal! ist eine deutsche Tragikomödie des Regisseurs Sinan Akkuş aus dem Jahr 2019. Die Hauptrollen werden verkörpert von Uwe Ochsenknecht als Journalist Tom Gruber und Heiner Lauterbach als Staatsanwalt Heinrich Gruber.

## Handlung
Der Staatsanwalt Heinrich Gruber und der Reisejournalist Tom Gruber lernen sich bei einer Testamentseröffnung kennen. Dabei erfahren sie, dass sie beide mit der bei einem Autounfall tödlich verunglückten Sophia verheiratet waren.
Über die Form der Bestattung geraten die beiden sehr ungleichen Männer in Streit. Sophias schriftlich niedergelegter letzter Wille ist eine Seebestattung vor der (fiktiven) kleinen Insel Neuhever durch ihre beiden Ehemänner, aber Heinrich Gruber weigert sich, da dies in seinen Augen gegen das Gesetz verstößt. Er bricht beim Bestatter ein und stiehlt Sophias Asche, wird dabei aber von Tom überrascht. Gemeinsam fahren sie nach Neuhever. Unterwegs gabeln sie die finnische Anhalterin Ella auf, die ebenfalls nach Neuhever will, um dort ihren kurz zuvor verstoßenen Geliebten Ole aufzusuchen, von dem sie ein Kind erwartet. Diese beiden finden nach einigen Verwicklungen glücklich zusammen.
Aus Abschiedsbriefen Sophias an ihre beiden Ehemänner geht hervor, dass sie ihr Wissen über ihre gemeinsame Frau teilen müssen, um ein vollständiges Bild von ihr zu erhalten. Das ist jedoch nicht möglich, solange die Männer noch um die Bestattung streiten. Als Heinrich schließlich sein Vorhaben einer Bestattung auf dem Friedhof durchsetzt, kommt es zu Handgreiflichkeiten, bei denen die Asche in die Luft gewirbelt wird.
Jetzt endlich finden die zwei Männer zueinander. Sophia stammt von der Insel und musste sie mit 17 Jahren verlassen, um ein neues Leben zu beginnen. Ihre beiden Männer haben für sie unterschiedliche Bedürfnisse gestillt und ihr insgesamt nach einem schlimmen Fehlstart ein wunderbares Leben ermöglicht. Auf die Insel konnte sie zu Lebzeiten nie wieder zurück, doch im Tod wünschte sie das unbedingt.
Am Schluss zieht Tom ein Glasfläschchen mit Asche Sophias hervor, die er für sich abgezweigt hatte, und die zwei nun Versöhnten erfüllen gemeinsam Sophias letzten Willen einer Seebestattung vor Neuhever – da kein Boot aufzutreiben war, mit einem aufblasbaren Schwan.

## Produktion, Förderung, Veröffentlichung
Ihr letzter Wille kann mich mal! wurde 2018/2019 produziert. Die Dreharbeiten begannen am 9. Oktober 2018 und endeten am 6. November desselben Jahres. Gedreht wurde unter anderem in Hamburg, auf Nordstrand und an der Nordseeküste zwischen St. Peter-Ording und Husum. Gefördert wurde die Drehbucherstellung durch die Filmförderung Hamburg Schleswig-Holstein. Der Film hatte seine Uraufführung am 1. November 2019 bei den Biberacher Filmfestspielen. Die Erstausstrahlung im deutschen Fernsehen erfolgte am 24. Januar 2020 in der ARD. Weitere Ausstrahlungen erfolgten unter anderem am 30. Januar 2020 auf One.

## Rezeption

### Kritik
- Die Programmzeitschrift TVdirekt kommentiert: „Es war schön, jetzt ist es vorbei: Tom (Uwe Ochsenknecht, r.) und Heinrich (Heiner Lauterbach) erfahren beim Bestatter, dass sie seit Jahren mit der selben Frau verheiratet waren. Nun will die Verblichene von beiden gemeinsam bestattet werden. Doch wie nur? - Insider-Scherz: die Nebenbuhler aus "Männer" (1985) konkurrieren auch hier um Ulrike Kriener (Off-Stimme).“[1]

- Tilmann P. Gangloff von Tittelbach.tv schreibt: „Gute-Laune-Fernsehen, das sich nicht zuletzt durch seinen eher zurückhaltend inszenierten Humor auszeichnet.“[2]

- Die Programmzeitschrift TV Spielfilm bewertet: „Die Story ist pfiffig, die Inszenierung von Sinan Akkus […] ideenreich, variiert zwischen witzigen und leisen Tönen. Ein ‚Freitagsfilm‘ der besseren Sorte.“[3]

## Auszeichnungen und Nominierungen
- 2019: Nominierung für den Fernsehbiber in der Kategorie Bester Fernsehfilm bei den Biberacher Filmfestspielen